# František Kolenatý
František Kolenatý (29. ledna 1900 Bubny – 24. února 1956) byl český fotbalista, záložník, československý reprezentant.

## Sportovní kariéra
Za československou reprezentaci odehrál v letech 1920–1931 28 zápasů a vstřelil jeden gól. Nastoupil v historickém prvním oficiálním reprezentačním utkání – s Jugoslávií na olympijských hrách v Antverpách roku 1920. Byl členem takzvané "železné Sparty", tedy slavného mužstva pražské Sparty z první poloviny 20. let 20. století. Za Spartu hrál v letech 1917–1930 a sehrál za ni 517 zápasů. Se Spartou se stal dvakrát mistrem Československa (1926, 1927), dvakrát českým mistrem – vítězem mistrovství Českého svazu fotbalového roku 1919 a 1922 a mnohokráte středočeským mistrem (vítězem tzv. Středočeské 1. třídy, obvykle nazývané Středočeská liga) – i v letech 1920, 1921 a 1923, kdy šlo o nejvyšší a nejprestižnější soutěž v zemi. Český sportovní novinář a historik Zdeněk Šálek o něm napsal: "Jeden z nejlepších záložníků své doby (záložní trojice Kolenatý – Káďa – Perner se stala legendou). Z útočníka vyrostl v halva evropské třídy. Rychlý, pozičně vynikající technický hráč."

## Ligová bilance
| Ročník                                       | Zápasy | Góly | Klub            |
| -------------------------------------------- | ------ | ---- | --------------- |
| Mistrovství Českého svazu fotbalového 1919   | -      | -    | AC Sparta Praha |
| Mistrovství Českého svazu fotbalového 1922   | -      | -    | AC Sparta Praha |
| Asociační liga 1925                          | 7      | 0    | AC Sparta Praha |
| Středočeská 1. liga 1925/26                  | 17     | 0    | AC Sparta Praha |
| Kvalifikační soutěž Středočeské 1. ligy 1927 | -      | 0    | AC Sparta Praha |
| Středočeská 1. liga 1927/28                  | -      | 0    | AC Sparta Praha |
| Středočeská 1. liga 1928/29                  | -      | 1    | AC Sparta Praha |
| 1. asociační liga 1929/30                    | -      | 0    | AC Sparta Praha |
| 1. asociační liga 1930/31                    | 2      | 0    | AC Sparta Praha |
| 1. asociační liga 1930/31                    | 7      | 0    | AFK Bohemians   |
| 1. asociační liga 1932/33                    | 1      | 0    | AFK Bohemians   |
| 1. asociační liga 1933/34                    | 3      | 0    | AFK Bohemians   |
| CELKEM 1. liga                               | 53     | 1    |                 |